# Joszua Farbstein
Joszua Heszel Farbstein (ur. 20 lutego 1870 w Warszawie, zm. 1948 w Jerozolimie) – polski kupiec, przemysłowiec oraz działacz polityczny i syjonistyczny narodowości żydowskiej, poseł na Sejm Ustawodawczy oraz I i II kadencji Sejmu II RP.

## Życiorys
Od 1894 związany był z ortodoksyjnymi strukturami żydowskimi. W 1897 uczestniczył w I Kongresie Syjonistycznym w Bazylei. W latach 1915–1918 był przewodniczącym Organizacji Syjonistycznej w Polsce, a w latach 1918–1931 prezesem partii Mizrachi w Polsce, której był współzałożycielem. Uczestniczył w założeniu systemu szkolnego Tarbut. Sprawował funkcję członka prezydium Żydowskiej Rady Narodowej. W latach 1926–1931 był prezesem warszawskiej gminy żydowskiej, zaś w latach 1916–1926 był członkiem Rady Miejskiej w Warszawie. W 1931 wyemigrował do Palestyny i osiadł w Jerozolimie. Był współautorem planu osadzenia około 70 tysięcy Żydów w Transjordanii. W latach 1938–1945 był przewodniczącym gminy żydowskiej w Jerozolimie, zaś od 1945 był honorowym prezesem Rady Wspólnoty Żydowskiej w Jerozolimie. Tam zmarł i został pochowany.